# Jahiliyya
Jahiliyyah (Arabisch: جَاهِلِيَّة, jāhilīyah) is een islamitisch concept dat refereert aan de conditie van de pre-islamitische Arabische samenleving. Het wordt van oorsprong omschreven als "periode of toestand van onwetendheid" in de betekenis van "de periode voorafgaand aan de islam".

## Pre-islamitisch Arabië
Voor de opkomst van de islam bestond het Arabisch Schiereiland uit verschillende onafhankelijke staatjes geconcentreerd rond steden en oasen, gescheiden door woestijngebied. Er liepen karavaanroutes doorheen, en op belangrijke punten op deze routes ontstonden handelssteden. Een van deze steden was Mekka. De Rode Zee en Perzische Golf vormden eveneens belangrijke handelsroutes naar India en China. Ten noorden van het Arabisch Schiereiland lagen de koninkrijken der Lakhmiden en Ghassaniden, vazalstaten van respectievelijk Perzië en het Romeinse Rijk, later opgevolgd door het Byzantijnse Rijk.
Deze twee rijken, gelegen aan de periferie van het Arabisch Schiereiland, streden middels een heuse oorlog bij volmacht via deze twee koninkrijken en andere Arabische vazalstaten om de handelsroutes naar het Verre Oosten. Deze rijken raakten ook geregeld rechtstreeks met elkaar in botsing in de Romeins-Perzische oorlogen en Byzantijns-Perzische oorlogen. Deze rivaliteit was ten tijde van de komst van de islam reeds honderden jaren oud.
Een derde grootmacht in de regio was het opkomende koninkrijk Aksum. Dit in Afrika gelegen christelijke koninkrijk was bondgenoot van het Byzantijnse Rijk wanneer het hen uitkwam, maar volgde een eigen agenda en breidde tijdens Mohammeds jeugd zijn invloed uit tot in Arabia Felix en zelfs verder noordwaarts. De Aksumieten werden uiteindelijk bij Mekka gestopt door een door Perzië gesteunde coalitie. In deze tijd waren de meeste Arabieren polytheïstisch, en was de Kaäba dan ook een polytheïstisch heiligdom. Er waren echter ook joodse en christelijke Arabische stammen.

## Jahiliyyah in de traditionele islam
De voor-islamitische periode wordt door de islam voorgesteld als een periode van wetteloosheid, immoraliteit, afgoderij, zedeloosheid, slechtheid en verdorvenheid. De Koran geeft hiervan onder andere als voorbeeld de praktijk van het levend begraven van pasgeboren meisjes (mogelijk een vorm van geboortebeperking of omdat jongetjes destijds meer gewild waren), hetgeen in de islamitische wereld soms plastisch en op afschrikwekkende wijze wordt afgebeeld in films op tv, om daarmee aan moslims duidelijk te maken wat voor afschuwelijke tijd dat moet zijn geweest. In het algemeen staat deze periode binnen de islam voor het absolute kwaad, die door de komst van de islam gelukkig voorbij is. De pre-islamitische periode werd dus beschouwd als jahil vanwege de wreedheid van deze samenleving. In essentie kwam het neer op het verdedigen van de eer van de stam ten koste van sociale rechtvaardigheid; een maatschappij die kwaliteiten als heetbloedigheid, onverschilligheid, snelle boosheid en onbereidwilligheid tot vergeven idealiseerde. Tegenover jahiliyya bepleit de Koran hilm, dat een houding omvat van verdraagzaamheid, geduld en nederigheid. Een houding die deugdzaamheid bepleit; een manifestatie van innerlijke transformatie die zou moeten ontstaan als de boodschap van de Koran en het voorbeeld van Mohammed werkelijk doorgedrongen zouden zijn in het bewustzijn van de gelovige. Jahiliyya wordt in die tijd daarom gezien als een staat van onwetendheid van de boodschap van God.

## Jahiliyyah in de moderne islam
Vanaf de jaren 50 van de 20e eeuw krijgt de term jahiliyya echter langzaam een andere betekenis. Dit kwam vooral door het werk van de Egyptische leider van de moslimbroederschap Said Qutb. Hij omschreef de jahiliyya als:

"Wanneer een persoon de islam in de tijd van de Profeet -vrede zij met hem- omarmde, zou hij zich onmiddellijk afsnijden van jahiliyyah. [De staat van onwetendheid over de leiding van God.] Als hij in de kring van de islam stapte, zou hij een nieuw leven beginnen, volledig afgescheiden van zijn vorige leven van onwetendheid over de Goddelijke wet. Hij zou naar de daden tijdens zijn leven van onwetendheid met wantrouwen en angst kijken, met een gevoel dat deze onzuiver waren en niet getolereerd konden worden door de islam! Met dit gevoel, zou hij weer in de richting van de islam keren voor een nieuwe leiding, en als op enig moment overmeesterd zou worden door verleidingen, of de oude gewoonten zouden hem aantrekken, of als hij laks werd in het uitvoeren van de bevelen van de islam, dan zou hij rusteloos geworden met een gevoel van schuld en zou de behoefte voelen om zich te zuiveren van wat er gebeurd was, en zou wenden tot de Koran om zich te modelleren volgens zijn begeleiding."
Said Qutb

Hiermee wordt de jahiliyya niet langer aangemerkt als iets uit het verleden, maar als niet-islamitische toestanden die na de komst van de islam mogelijk nog steeds doorgaan. Dit was een radicale wijziging omdat hiermee moslims ineens hun politieke en ideologische tegenstanders konden gaan aanduiden als een jahiliyya, de term die bij moslims als zwaar negatief bekendstaat en heftige emotionele reacties kan opwekken.

## Jahiliyya als typering voor 'het Westen'
Jahiliyyah is een speciale functie geworden binnen sommige radicale islamistische groeperingen, overeenkomend met het idee van vals bewustzijn in seculiere radicale bewegingen.
In de voetsporen van Qutb werd jahiliyya gezien als een actieve kracht, die voortkwam uit de tolerante samenleving van de Verenigde Staten en die moslims verleidde tot het verlaten van de sharia. Deelname aan de moderne liberale kapitalistische sociale en politieke instituties werd gezien als "een symptoom van de infectie". Zolang de sharia niet algemeen zou worden doorgevoerd, zou de hele samenleving jahiliyya blijven, zo werd er door radicale islamistische ideologen geredeneerd. Geleidelijk leidde dit tot het afkeuren van de regeringen van allereerst de islamitische landen, die met hun staatsvorming te ver van de sharia af waren komen te staan in hun ogen. Dit leidde tot een steeds radicalere houding ten opzichte van deze regeringen. De bedreiging die de "ziekte" jahiliyya levert aan de overleving van de islam zou ook een meer militante houding rechtvaardigen ten opzichte van de westelijke invloed in de islamitische hartlanden en zou 'echte' moslims toestaan om moslims die zijn gezwicht voor de jahilliyyah aan te vallen, omdat zij daardoor geen "echte" moslims meer zouden zijn. Voor de aanhangers van deze radicalere vorm van jahiliyya werd in de jaren 70 de naam "fundamentalisten" bedacht door westerse waarnemers. In het Arabisch is deze term overgenomen als oesoeli (van oesoel; 'fundamenten').

## Problematisch begrip
Jahiliyya wordt door veel geleerden gezien als een problematisch begrip. Alhoewel veel moslims en andere mensen geloven dat het een algemene aanduiding is voor de voor-islamitische periode van "onwetendheid", zou het ook meer specifiek kunnen slaan op de wreedheid en machtshongerige aard van die tijd. Het problematische van het begrip ligt in essentie in de benadrukking van de dichotomie van "goed" en "kwaad" bij het gebruik van jahiliyya in haar primaire betekenis.